# Козлово (Ягницкое сельское поселение)
Козлово — деревня в Череповецком районе Вологодской области.
Входит в состав Ягницкого сельского поселения, с точки зрения административно-территориального деления — в Большедворский сельсовет.
Расстояние по автодороге до районного центра Череповца — 119 км, до центра муниципального образования Ягницы — 9 км. Ближайшие населённые пункты — Васюково, Большой Двор, Петряево.
По переписи 2002 года население — 32 человека (14 мужчин, 18 женщин). Преобладающая национальность — русские (97 %).